# Itaguaçu
Itaguaçu is een gemeente in de Braziliaanse deelstaat Espírito Santo. De gemeente telt 14.171 inwoners (schatting 2009).

## Aangrenzende gemeenten
De gemeente grenst aan Itarana, Santa Teresa, São Roque do Canaã, Colatina, Baixo Guandu en Laranja da Terra.

## Verkeer en vervoer
De plaats ligt aan de wegen BR-484/ES-164/ES-484 en ES-260.